# Jamnica Pisarovinska
 Jamnica Pisarovinska  falu Horvátországban Zágráb megyében. Közigazgatásilag Pisarovinához tartozik.

## Fekvése
Zágráb központjától 25 km-re délnyugatra, községközpontjától 2 km-re északkeletre a Vukomerići-dombság nyugati szélén fekszik.

## Története
Jamnica ásványvízforrásainak első írásos említése 1772-ból való, amikor Mária Terézia hivatalosan is besorolta a bécsi udvar ásványvíz nyilvántartásába. A víz összetételének első tudományos elemzése 1823-ban történt. Ezt követően 1828-ban indulhatott el tömeges palackozása. A széndioxidban és természetes ásványi anyagokban gazdag víz 500 méter  mélységből tör fel. 
A falunak 1857-ben 78, 1910-ben 79 lakosa volt. Trianon előtt Zágráb vármegye Pisarovinai járásához tartozott. 2001-ben a falunak 55 lakosa volt. 
Mára a Jamnica név fogalommá vált Horvátországban, az ország egyik leghíresebb természeti erőforrása. Mintegy 200 ezer köbméter vizet töltenek üvegekbe, egyben a legnagyobb ásványvíz exportőr is, a külföldön eladott horvát palackos vizek - például a Magyarországon is népszerű Jana - 90 százaléka a zágrábi Jamnica gyárból származik.

## Lakosság
| Lakosság változása | Lakosság változása | Lakosság változása | Lakosság változása | Lakosság változása | Lakosság változása | Lakosság változása | Lakosság változása | Lakosság változása | Lakosság változása | Lakosság változása | Lakosság változása | Lakosság változása | Lakosság változása | Lakosság változása |
| ------------------ | ------------------ | ------------------ | ------------------ | ------------------ | ------------------ | ------------------ | ------------------ | ------------------ | ------------------ | ------------------ | ------------------ | ------------------ | ------------------ | ------------------ |
| 1857               | 1869               | 1880               | 1890               | 1900               | 1910               | 1921               | 1931               | 1948               | 1953               | 1961               | 1971               | 1981               | 1991               | 2001               |
| 78                 | 100                | 98                 | 101                | 102                | 79                 | 101                | 116                | 61                 | 67                 | 54                 | 51                 | 48                 | 47                 | 55                 |

## Nevezetességei
- A falu fő nevezetessége a 18. században felfedezett ásványvízforrása, melyet Zágrábban palackoznak.

- Szent Márton püspök tiszteletére szentelt plébániatemplomát[3] 1740 és 1749 között építették. Az épület barokk stílusú egyhajós, sokszögű szentélyzáródású, mellék kápolnával, harangtornya a főhomlokzat felett magasodik. Négy barokk oltára van, a főoltár 1741-ben készült. Berendezéséből említésre méltó még a szószék, egy Szent Borbálát horvát nemesi viseletben ábrázoló festmény, valamint egy kehely "1712., F. R. Orschich" felirattal.

- A templom mellett áll az 1785-ben épített plébánia.